# دومينغو جان
دومينغو جان (بالإنجليزية: Domingo Jean)‏ هو لاعب كرة قاعدة دومينيكاوي، ولد في 9 يناير 1969 في سان فرانسيسكو دي ماكوريس في جمهورية الدومينيكان.

## وصلات خارجية
- دومينغو جان على موقعبيزبول رفرنس.كوم (الدوري الرئيسي) (الإنجليزية)
- دومينغو جان على موقعبيزبول رفرنس.كوم (الدوري الثانوي) (الإنجليزية)